# Шобухова, Лилия Булатовна
Ли́лия Була́товна Шо́бухова (фамилия при рождении — Шагбалова, после первого брака — Волкова; род. 13 ноября 1977, Белорецк, Башкирская АССР) — одна из сильнейших бегуний России на длинные дистанции, с 2009 года специализируется на марафонской дистанции. Рекордсменка России в марафоне (до аннулирования результата в 2013 г.). Первая в истории трёхкратная победительница Чикагского марафона (до аннулирования результатов в 2013 г.) Заслуженный мастер спорта России.

## Биография
Участница Олимпийских игр в Афинах и Пекине на дистанции 5000 метров: 13-е и 6-е места соответственно. Первые свои крупные награды завоевала на дистанциях от 1500 до 10 000 метров. В феврале 2006 года в Москве установила мировой рекорд для залов в беге на 3000 м — 8.27,86. В 2007 году выиграла Пражский полумарафон. В 2009 года раскрылась на марафонской дистанции, завоевав на Лондонском и Чикагском марафонах бронзу и золото соответственно. В 2010 году выиграла оба этих марафона, и таким образом стала победительницей среди женщин в престижнейшей серии World Marathon Majors по результатам 2009—2010 гг.. В сезоне 2010—2011 гг. в серии World Marathon Majors вновь заняла первое место.
Первая россиянка, получившая награду «Спортсмен года AIMS/ASICS» (2011 год).
Участвовала в олимпийском марафоне 2012 года в ранге одного из фаворитов. Однако из-за травмы задней поверхности бедра сошла на 23 км.
На Чикагском марафоне 7 октября 2012 г. заняла четвёртое место со временем 02:22.59.
Живёт и тренируется в Белорецке. Замужем, в 2003 родила дочь; муж Игорь в настоящее время является также и тренером Лилии.

## Дисквалификация
В 2013 году антидопинговая комиссия Всероссийской федерации лёгкой атлетики дисквалифицировала Лилию Шобухову на основании аномальных показателей гематологического профиля биологического паспорта. В соответствии с пунктами 32.2 (б), 40.2 и 40.10 (с) Антидопинговых правил ИААФ к Лилии Шобуховой была применена дисциплинарная санкция в виде дисквалификации на 2 года. Срок дисквалификации Лилии Шобуховой начался 24 января 2013 года и закончился 23 января 2015 года. Все результаты спортсменки, начиная с 9 октября 2009 года, были аннулированы. Лилия Шобухова и её тренер не подписывали соглашения о двухгодичной дисквалификации, поскольку категорически с ней не согласны. ИААФ настаивала на продлении срока дисквалификации и не давала разрешения на возобновление карьеры.
В июне 2015 года Спортивный арбитражный суд утвердил мировое соглашение между ИААФ и ВФЛА о сроке дисквалификации на 3 года 2 месяца, который должен был закончиться 23 марта 2016 года. Однако Всемирное антидопинговое агентство (WADA) сократило дисквалификацию Лилии Шобуховой на семь месяцев после того, как она оказала существенную помощь в деле по борьбе с допингом. Сокращённый срок истёк 23 августа 2015 года. Тем не менее исполнительный директор Лондонского марафона Ник Бител заявил о пожизненном запрете спортсменки на участие в марафонах серии World Marathon Majors. Серия World Marathon Majors включает в себя Лондонский, Бостонский, Берлинский, Чикагский, Нью-Йоркский и Токийский марафоны.
В июле 2016 года суд обязал Лилию Шобухову вернуть £337 тыс. призовых организаторам Лондонского марафона в качестве компенсации.